# Campeonato Mundial de Atletismo de 2017 - 50 km marcha atlética feminina
A competição de marcha atlética feminina 50 km no Campeonato Mundial de Atletismo de 2017 foi realizada nas ruas de Londres no dia 13 de agosto. Inês Henriques de Portugal ganhou a medalha de ouro. 

## Recordes
Antes da competição, os recordes eram os seguintes:
| Recorde mundial                               | Inês Henriques (POR)   | 4:08:26               | Porto de Mós, Portugal | 15 de janeiro de 2017 |                       |
| Recorde do campeonato                         | Novo evento            | Novo evento           | Novo evento            | Novo evento           | Novo evento           |
| Recorde do ano                                | Inês Henriques (POR)   | 4:08:26               | Porto de Mós, Portugal | 15 de janeiro de 2017 |                       |
| Recorde da África                             | Sem registro de tempo  | Sem registro de tempo | Sem registro de tempo  | Sem registro de tempo | Sem registro de tempo |
| Recorde da Ásia                               | Yin Hang (CHN)         | 4:22:22               | Huangshan, China       | 5 de março de 2017    |                       |
| Recorde da América do Norte, Central e Caribe | Kathleen Burnett (USA) | 4:26:37               | Santee, Estados Unidos | 28 de janeiro de 2017 |                       |
| Recorde da América do Sul                     | Nair da Rosa (BRA)     | 4:39:28               | Lima, Peru             | 2 de outubro de 2016  |                       |
| Recorde da Europa                             | Inês Henriques (POR)   | 4:08:26               | Porto de Mós, Portugal | 15 de janeiro de 2017 |                       |
| Recorde da Oceania                            | Sem registro de tempo  | Sem registro de tempo | Sem registro de tempo  | Sem registro de tempo | Sem registro de tempo |

Os seguintes recordes foram estabelecidos durante esta competição: 
| Recorde                            | Tempo   | Atleta           | Nacionalidade | Data                 |
| ---------------------------------- | ------- | ---------------- | ------------- | -------------------- |
| Mundial                            | 4:05:56 | Inês Henriques   | POR           | 13 de agosto de 2017 |
| Campeonato                         | 4:05:56 | Inês Henriques   | POR           | 13 de agosto de 2017 |
| Recorde do ano                     | 4:05:56 | Inês Henriques   | POR           | 13 de agosto de 2017 |
| Europeu                            | 4:05:56 | Inês Henriques   | POR           | 13 de agosto de 2017 |
| Ásia                               | 4:08:58 | Yin Hang         | CHN           | 13 de agosto de 2017 |
| América do Norte, Central e Caribe | 4:21:51 | Kathleen Burnett | USA           | 13 de agosto de 2017 |

## Medalhistas
| Ouro                 | Prata          | Bronze             |
| Inês Henriques (POR) | Yin Hang (CHN) | Yang Shuqing (CHN) |

## Tempo de qualificação
| Tempo de qualificação |
| --------------------- |
| 4:30:00               |

## Calendário
| Data                 | Horário | Fase  |
| -------------------- | ------- | ----- |
| 13 de agosto de 2017 | 07:46   | Final |

Todos os horários estão no horário local (UTC+1)

## Resultado final
A final da prova ocorreu dia 13 de agosto às 07:46. 
| Pos.              | Nome                | Nacionalidade  | Tempo   | Notas                   |
| ----------------- | ------------------- | -------------- | ------- | ----------------------- |
| Medalha de ouro   | Inês Henriques      | Portugal       | 4:05:56 | Recorde mundial         |
| Medalha de prata  | Yin Hang            | China          | 4:08:58 | Recorde asiático        |
| Medalha de bronze | Yang Shuqing        | China          | 4:20:49 | Recorde pessoal         |
| 4                 | Kathleen Burnett    | Estados Unidos | 4:21:51 | Recorde da América      |
| 5                 | Nair da Rosa        | Brasil         | DNF     | Além do limite de tempo |
| 5                 | Susan Randall       | Estados Unidos | DNF     | Além do limite de tempo |
| 7                 | Erin Taylor-Talcott | Estados Unidos | DSQ     | 230.6(a)                |

Legenda
| Recorde mundial       | Recorde mundial (World record)               |                       | Recorde africano                      | Recorde africano (African) |                                           | Q | Classificado por posição (Qualified) |
| Recorde do campeonato | Recorde do campeonato (Championship record)  | Recorde da América    | Recorde da América (Americas)         | q                          | Classificado por melhor tempo (Qualified) |   |                                      |
| Melhor marca do ano   | Melhor marca do ano (World leading)          | Recorde asiático      | Recorde asiático (Asian)              | DNS                        | Não largou (Did not start)                |   |                                      |
| Recorde nacional      | Recorde nacional (National record)           | Recorde europeu       | Recorde europeu (European)            | DNF                        | Não terminou (Did not finish)             |   |                                      |
| Recorde pessoal       | Recorde pessoal do atleta (Personal best)    | Recorde da Oceania    | Recorde da Oceania (Oceania)          | DSQ / DQ                   | Desclassificado (Disqualified)            |   |                                      |
| Recorde da temporada  | Recorde da temporada do atleta (Season best) | Recorde sul-americano | Recorde sul-americano (South America) | NM                         | Sem marca (No mark)                       |   |                                      |